# Funicolare di Montmartre
La funicolare di Montmartre è un ascensore inclinato ad alimentazione elettrica in servizio a Montmartre, a Parigi, in Francia.
Sono adibite al servizio due cabine che consentono il trasferimento dalla base di Butte Montmartre alla basilica di Sacré Coeur e viceversa, evitando di percorrere la lunga scalinata di oltre 300 scalini di Square Louise-Michel.
È gestita dalla RATP, l'ente dei trasporti parigini, ed è stata inaugurata il 13 luglio 1900; è stata interamente ricostruita nel 1991.

## Il sistema

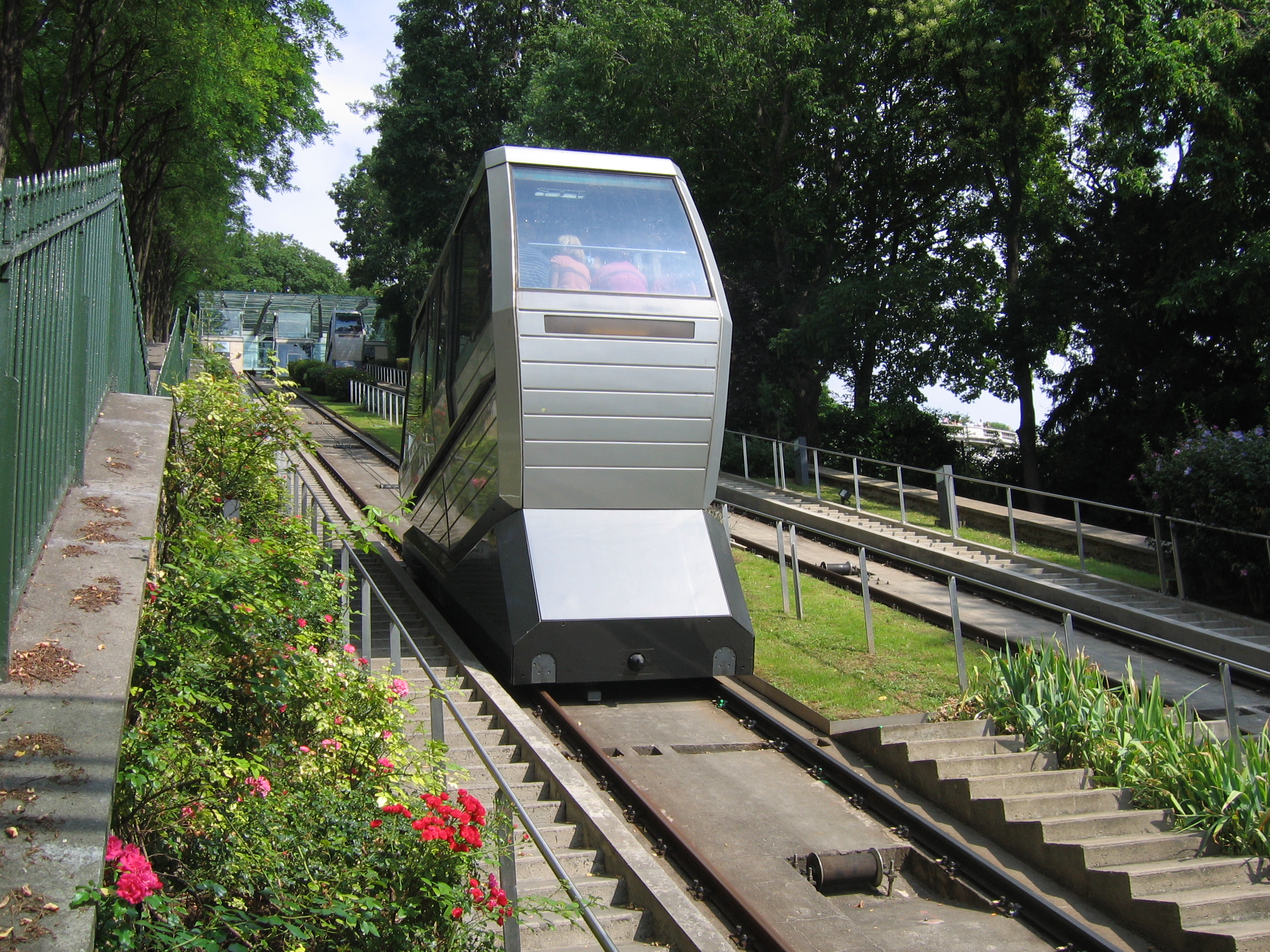
L'ascensore inclinato di Montmartre visto dalla base

Costruita da Akros, l'ascensore inclinato entrò in funzione nel 1900. Include 2 cabine indipendenti dalla capacità ciascuna di 60 persone. Può trasportare 2000 persone all'ora in ogni direzione. Un viaggio in entrambe le direzioni, con una distanza verticale di 36 m e lunga 108 m, richiede un po' meno di 90 s.
Le stazioni incorporano elementi trasparenti multipli che sono stati progettati dall'architetto François Deslaugiers. Le cabine, con grandi finestre trasparenti, sono state progettate dallo stilista Roger Tallon (lo stesso che ha disegnato i convogli del TGV Atlantique e che collaborò con la RATP anche nella progettazione dei treni metropolitani MP 89 e MP 05). Il tetto delle cabine è in parte fatto di vetro, che consente ai passeggeri di vedere la basilica in cima alla collina.
La tecnologia dell'ascensore inclinato di Montmartre è simile a quella degli ascensori verticali, che consente a ciascuna cabina di funzionare da sola con i propri cavi di sollevamento (le funicolari funzionano attraverso impianti di trascinamento). Questo permette a una cabina di rimanere in servizio, qualora l'altra debba essere messa fuori servizio per lavori di manutenzione.

## Storia

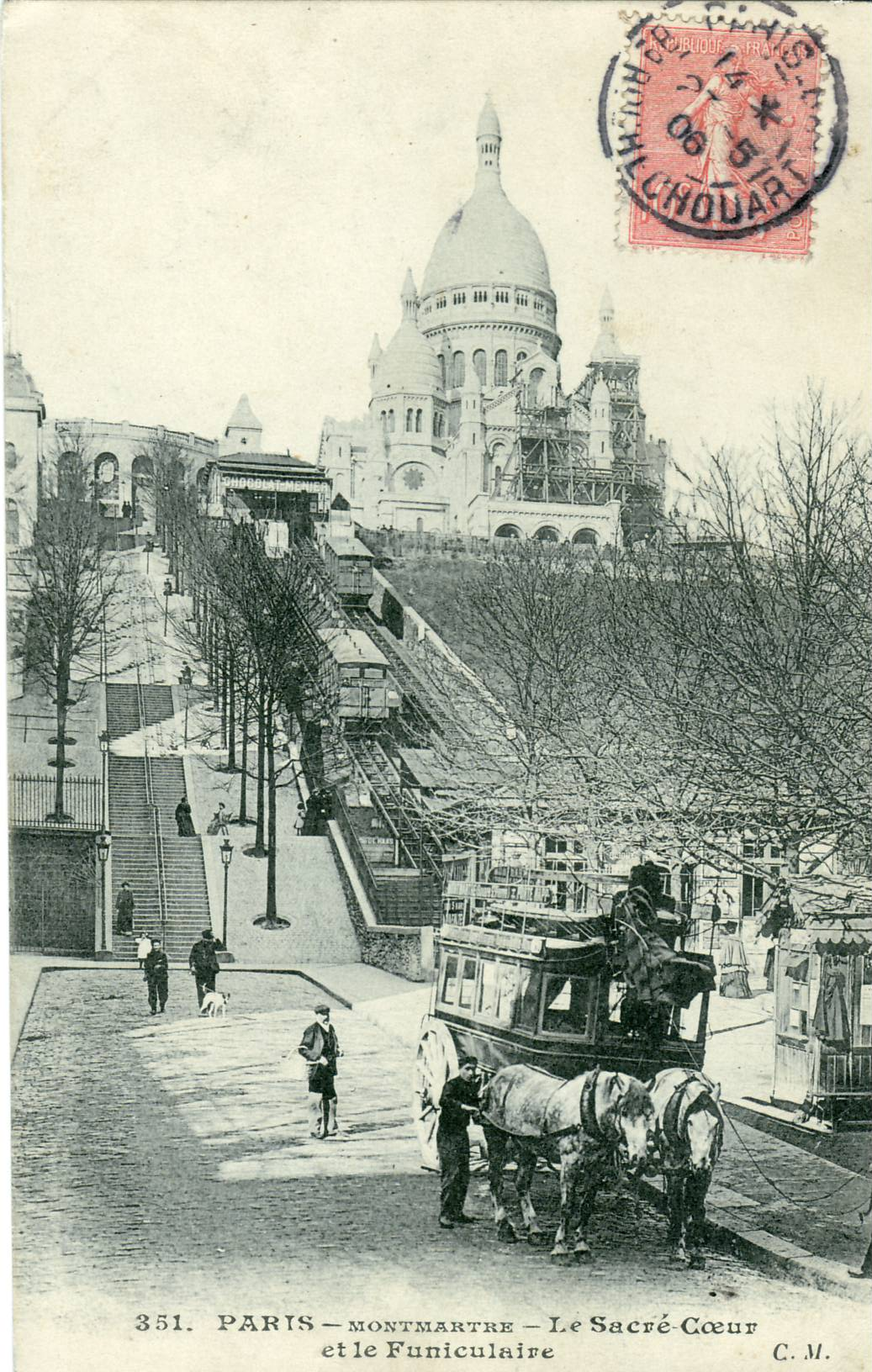
La funicolare in una cartolina del 1906

Il governo di Parigi votò per la costruzione della funicolare nel 1891. Inizialmente la costruzione fu subappaltata da Decauville grazie a una concessione che si concluse nel 1931. Successivamente, la Société des transports en commun de la région parisienne (STCRP) prese il controllo; questa è stata nazionalizzata dopo la liberazione di Parigi formando quella che oggi è la RATP, che continua a operare nella funicolare.
La tecnologia in origine era diversa. Infatti il sistema era alimentato ad acqua, usando un sistema di cisterne di 5 metri cubi che vengono continuamente riempite o svuotate al fine di muovere le cabine. Nel 1935, il sistema è stato convertito in energia elettrica. L'ascensore inclinato è stato completamente rimodernizzato dalla RATP dal 1990 al 1991.
A causa di un incidente durante le prove della RATP l'ascensore inclinato è stato chiuso nel dicembre 2006 e ha riaperto nel luglio 2007.